# Struma (medicína)

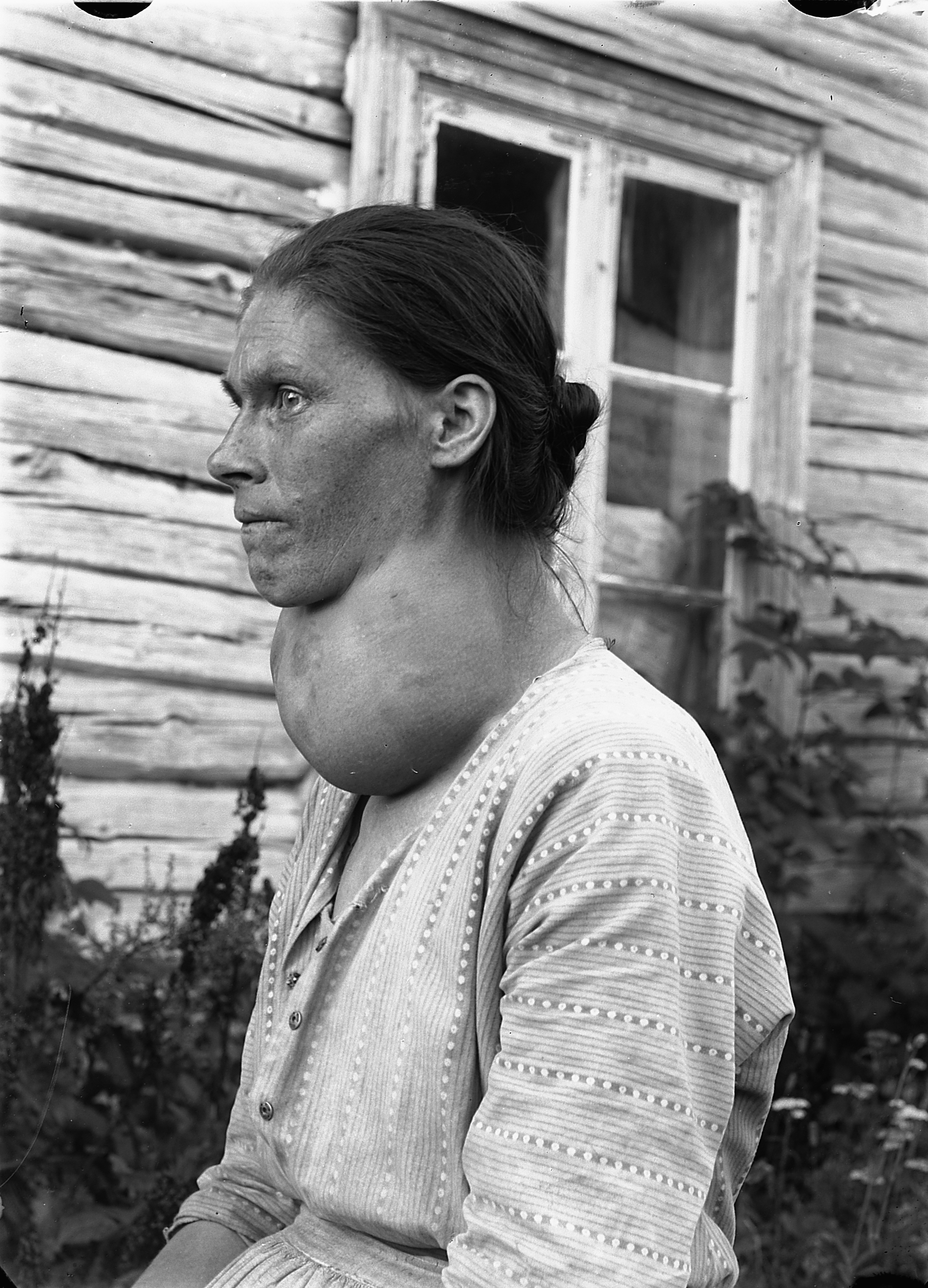
Žena s voletem

Struma nebo difuzní struma (lidově vole) je onemocnění štítné žlázy.

## Projevy onemocnění
Onemocnění se projevuje hypertrofií, tj. nenádorovým zvětšením štítné žlázy. Potíže jsou jak místní (obtížné polykání, v extrémních případech i potíže s dýcháním), tak celkové (buď hyperthyreóza = nadbytek hormonu štítné žlázy – thyroxinu nebo hypothyreóza = jeho nedostatek); nezanedbatelné jsou i estetické defekty – až znetvořující zduření oblasti krku, vypoulené oči, hubnutí.

## Příčiny onemocnění
Příčin jak zevních, tak vnitřních vzniku strumy může být celá řada. V minulosti hlavním faktorem vedoucím ke vzniku strumy byl nedostatek jódu, proto toto onemocnění bylo výrazně častější ve vnitrozemských oblastech oproti oblastem přímořským, kde potřeba jódu byla saturována díky jídelníčku bohatému na mořské ryby; tuto příčinu se podařilo odstranit obohacováním potravinářské soli jódem.

## Terapie
O terapii rozhoduje endokrinolog dle diagnózy. Při selhání konzervativních metod přichází ke zvážení totální či částečné strumektomie (odoperování strumy).